# Henny Schermann
Henny Schermann, född 19 februari 1912 i Frankfurt am Main, död 1942 i Bernburg, var en av ett fåtal kända lesbiska personer som avrättades i Nazityskland. Fadern var av judisk härkomst från Ryssland. Schermann arbetade som affärsbiträde i Frankfurt am Main. Hon greps i samband med ett besök på en lesbisk bar som genomsöktes av Gestapo. Vid arresteringen avslöjades hennes judiska ursprung som hon dolt genom att inte använda det obligatoriska tilläggsnamnet Sara i sina dokument. Efter sin arrestering fördes Schermann till koncentrationslägret Ravensbrück. Där träffade hon SS-läkaren Friedrich Mennecke (1904–1947) som diagnostiserade henne som "lesbisk", en person som "enbart besökte lesbiska uteställen", "utelämnar sitt givna namn Sara" och slutligen klassad som "statslös judinna". Mennecke var verksam inom eutanasiprogrammet och direkt ansvarig för gasning av patienter. Han dömdes till döden 1946.
Henny Schermann avrättades 1942 genom gasning vid Bernburgs psykiatriska klinik. Bernburg byggdes 1875 och var ursprungligen en statlig psykiatrisk klinik. Där vistades patienter med psykiska problem och fysiskt handikappade. Mellan 1940 och 1943 var kliniken avrättningsplats för fångar från koncentrationslägren. I Bernburg fanns gaskamrar, och under kodnamnet Aktion 14f13 mördades cirka 5 000 fångar med kolmonoxid. De flesta var av judiskt ursprung. Merparten av fångarna kom från lägren i Buchenwald, Flossenbürg, Gross-Rosen, Neuengamme, Ravensbrück och Sachsenhausen.